# Jón Arnar Magnússon
Pour les articles homonymes, voir Jón Magnússon et Magnusson.
Jón Arnar Magnússon (né le 28 juillet 1969 à Selfoss) est un athlète islandais spécialiste des épreuves combinées.
Il est porte-drapeau de son pays lors de la cérémonie d'ouverture des Jeux olympiques de 1996.

## Palmarès
| Date | Compétition                           | Lieu                                  | Résultat | Épreuve     | Points        |
| ---- | ------------------------------------- | ------------------------------------- | -------- | ----------- | ------------- |
| 1994 | Championnats d'Europe                 | Helsinki                              | —        | Décathlon   | DNF           |
| 1995 | Championnats du monde                 | Göteborg                              | —        | Heptathlon  | DNF           |
| 1996 | Championnats d'Europe en salle        | Stockholm                             | 3e       | Heptathlon  | 6 069         |
| 1996 | Jeux olympiques                       | Atlanta                               | 12e      | Décathlon   | 8 274         |
| 1997 | Championnats du monde en salle        | Paris                                 | 3e       | Heptathlon  | 6 145         |
| 1997 | Championnats du monde                 | Athènes                               | —        | Heptathlon  | DNF           |
| 1998 | Championnats d'Europe en salle        | Valence                               | 5e       | Heptathlon  |               |
| 1998 | Hypo-Meeting                          | Götzis                                | 3e       | Décathlon   | 8 573         |
| 1998 | Championnats d'Europe                 | Budapest                              | 4e       | Décathlon   | 8 552         |
| 1998 | Décastar                              | Talence                               | 1er      | Décathlon   | 8 410         |
| 1998 | Coupe du monde des épreuves combinées | Coupe du monde des épreuves combinées | 2e       | Décathlon   | 25 708        |
| 1999 | Championnats du monde en salle        | Maebashi                              | 5e       | Heptathlon  | 6 293         |
| 1999 | Championnats du monde                 | Séville                               | —        | Heptathlon  | DNF           |
| 2000 | Championnats d'Europe en salle        | Gand                                  | —        | Heptathlon  | DNF           |
| 2000 | Jeux olympiques                       | Sydney                                | —        | Décathlon   | DNF           |
| 2001 | Championnats du monde en salle        | Lisbonne                              | 2e       | Heptathlon  | 6 233         |
| 2001 | Jeux des petits États d'Europe        | Serravalle                            | 1er      | 110 m haies | 14 s 43       |
| 2001 | Jeux des petits États d'Europe        | Serravalle                            | 1er      | Longueur    | 7,41 m        |
| 2001 | Jeux des petits États d'Europe        | Serravalle                            | 1er      | Poids       | 15,71 m       |
| 2001 | Jeux des petits États d'Europe        | Serravalle                            | 3e       | Disque      | 46,40 m       |
| 2001 | Championnats du monde                 | Edmonton                              | —        | Heptathlon  | DNF           |
| 2002 | Championnats d'Europe en salle        | Vienne                                | 4e       | Heptathlon  | 5 996         |
| 2002 | Championnats d'Europe                 | Munich                                | 4e       | Décathlon   | 8 238         |
| 2003 | Championnats du monde en salle        | Birmingham                            | 4e       | Heptathlon  | 6 185         |
| 2003 | Hypo-Meeting                          | Götzis                                | 3e       | Décathlon   | 8 222         |
| 2003 | Championnats du monde                 | Paris                                 | —        | Heptathlon  | DNF           |
| 2004 | Championnats du monde en salle        | Budapest                              | 7e       | Heptathlon  | 5 993         |
| 2004 | Jeux olympiques                       | Athènes                               | —        | Décathlon   | DNF           |
| 2005 | Jeux des petits États d'Europe        | Andorre-la-Vieille                    | 2e       | 110 m haies | 15 s 13       |
| 2005 | Jeux des petits États d'Europe        | Andorre-la-Vieille                    | 4e       | Perche      | 4,60 m        |
| 2005 | Jeux des petits États d'Europe        | Andorre-la-Vieille                    | 3e       | Longueur    | 7,30 m        |
| 2005 | Jeux des petits États d'Europe        | Andorre-la-Vieille                    | 4e       | Poids       | 15,25 m       |
| 2005 | Jeux des petits États d'Europe        | Andorre-la-Vieille                    | 4e       | Javelot     | 56,96 m       |
| 2005 | Jeux des petits États d'Europe        | Andorre-la-Vieille                    | 3e       | 4 x 100 m   | 42 s 90       |
| 2005 | Jeux des petits États d'Europe        | Andorre-la-Vieille                    | 5e       | 4 x 400 m   | 3 min 23 s 79 |

## Records
| Épreuve    | Performance    | Lieu     | Date        |
| ---------- | -------------- | -------- | ----------- |
| Décathlon  | 8 573 pts (NR) | Götzis   | 31 mai 1998 |
| Heptathlon | 6 293 pts (NR) | Maebashi | 7 mars 1999 |